# Río Mesa (Espagne)
La rivière Mesa est un cours d'eau à l'intérieur de la péninsule ibérique, un affluent de la rivière Piedra qu'elle rejoint dans le réservoir du barrage de la Tranquera situé entre les communes de Carenas, Nuévalos et Ibdes. Faisant partie du bassin versant de l'Èbre, elle traverse les provinces espagnoles de Guadalajara et de Saragosse.

## Caractéristiques
La riviére Mesa prends sa source à 1 272 m d'altitude prés de Selas 40° 57′ 07″ N, 2° 06′ 19″ O
, dans la communauté autonome de Castille-La Manche de la province de Guadalajara, au pied de la chaîne de montagnes Aragoncillo. La rivière se dirige du nord vers le sud en passant dans la commune d'Anquela del Ducado, municipalité de Maranchón Turmiel, traverse des gorges étroites et des plaines fertiles, passe le corral de Carramolina. Sur son parcours on trouve de nombreuses cascades, dans les villes et communes voisines Villel de Mesa et Algar de Mesa auxquelles elle ont pris le nom. Vient ensuite la commune de Mochales, 267 m plus bas que le sommet du plateau d'Iruccha ou le village est situé dans une crevasse jurassique où la rivière serpente à travers les canyons qui s'étendent entre Calmarza de la  Comunidad de Calatayud avec son pont encore debout avec structure en linteau construite de poutres en bois qui forment le tablier recouvert de terre battue et Jaraba. Les gorges de la rivière Mesa abritent l'une des plus grandes concentrations de vautours fauves de la péninsule Ibérique. À Jaraba, zone d'une grande complexité géologique, se trouve des eaux peu profondes et froides, avec une faible minéralisation, et des eaux plus profondes en sous-sol donnant plus de 80 sources d'eaux thermales à forte minéralisation. La rivière Mesa termine son parcours à la sortie de la commune de Ibdes,  557 m plus bas que le plateau d'Iruccha,  ou elle termine sa couse dans le réservoir du barrage de La Tranquera qui comprend également une centrale hydroélectrique, le tout réalisé dans les années 30 et terminé en 1959 après plusieurs modifications et recouvrant les villages anciens Somed et Cocos. Le réservoir alimente en eau potable la commune de Calatayud et irrigue 15 000 hectares de cette région. 
La rivière Mesa alimente la rivière Piedra 41° 15′ 13″ N, 1° 47′ 58″ O, rivière Piedra affluent du Jalón, lui même affluent de l'Èbre, plus long fleuve entièrement situé en Espagne.
La rivière Mesa à un débit variable tout au long de l'année et aussi le long de son parcours en fonction des périodes de sécheresse. Ses seuls affluents sont de petits ruisseaux qui ne contiennent de l'eau qu'au printemps. Lors des années sèches, ses affluents s'assèchent complètement dans certaines sections, principalement dans la région de Tormo, entre Anchuela et Mochales, et dans une section entre Calmarza et Jaraba ou l'action érosive des eaux de surface et souterraines circulant dans le calcaire s'est combinée pendant des millions d'années, ouvrant une gorge de 6 kilomètres de long avec des parois verticales et à la riche biodiversité appelée le canyon de la rivière Mesa, d'étroits canyons dont le dénivelé peut atteindre les 100 mètres.

## Localisation

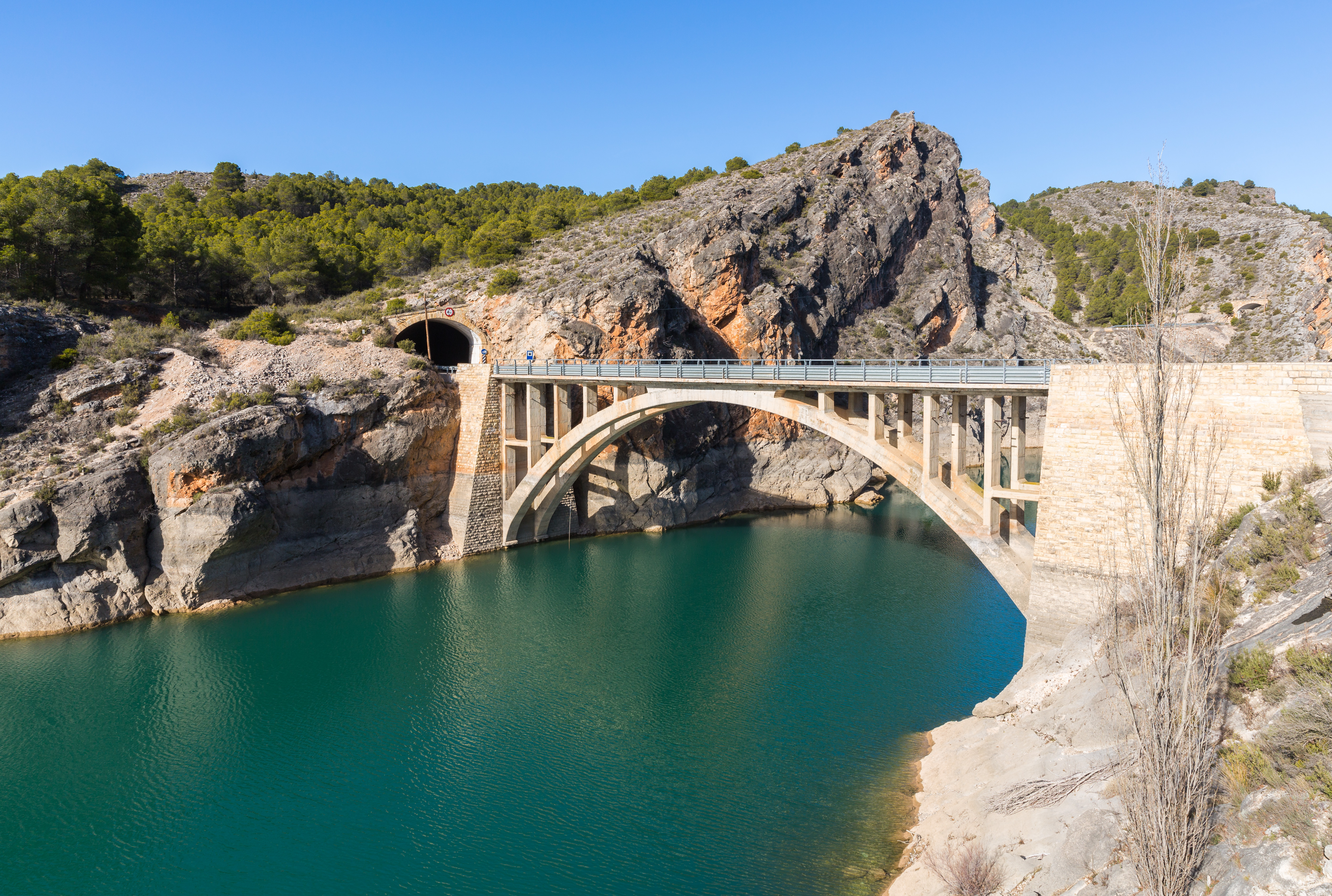
Pont Tranquera, Ibdes 41° 14′ 13″ N, 1° 48′ 58″ O
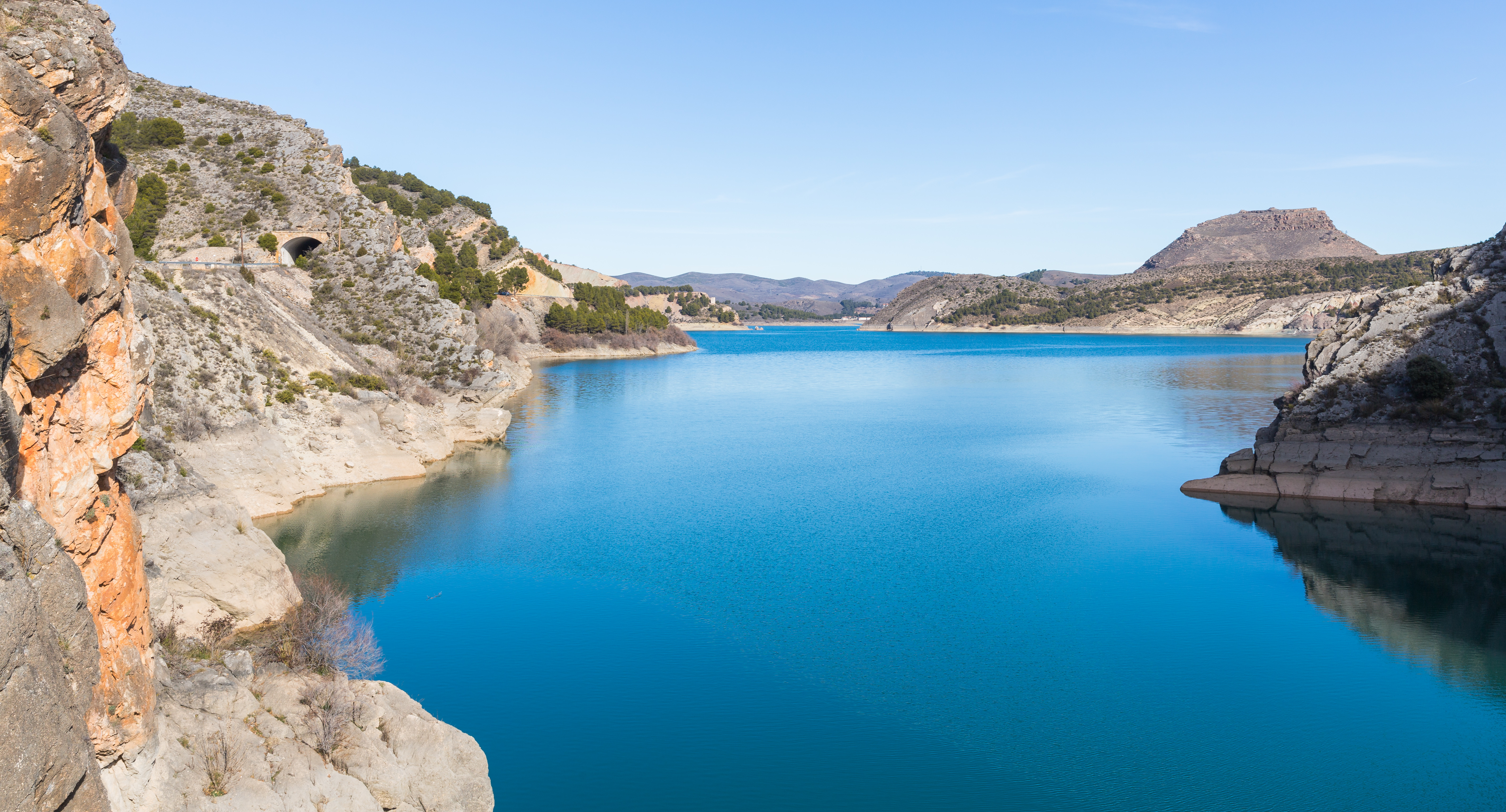
Vue du réservoir du barrage de la Tranquera
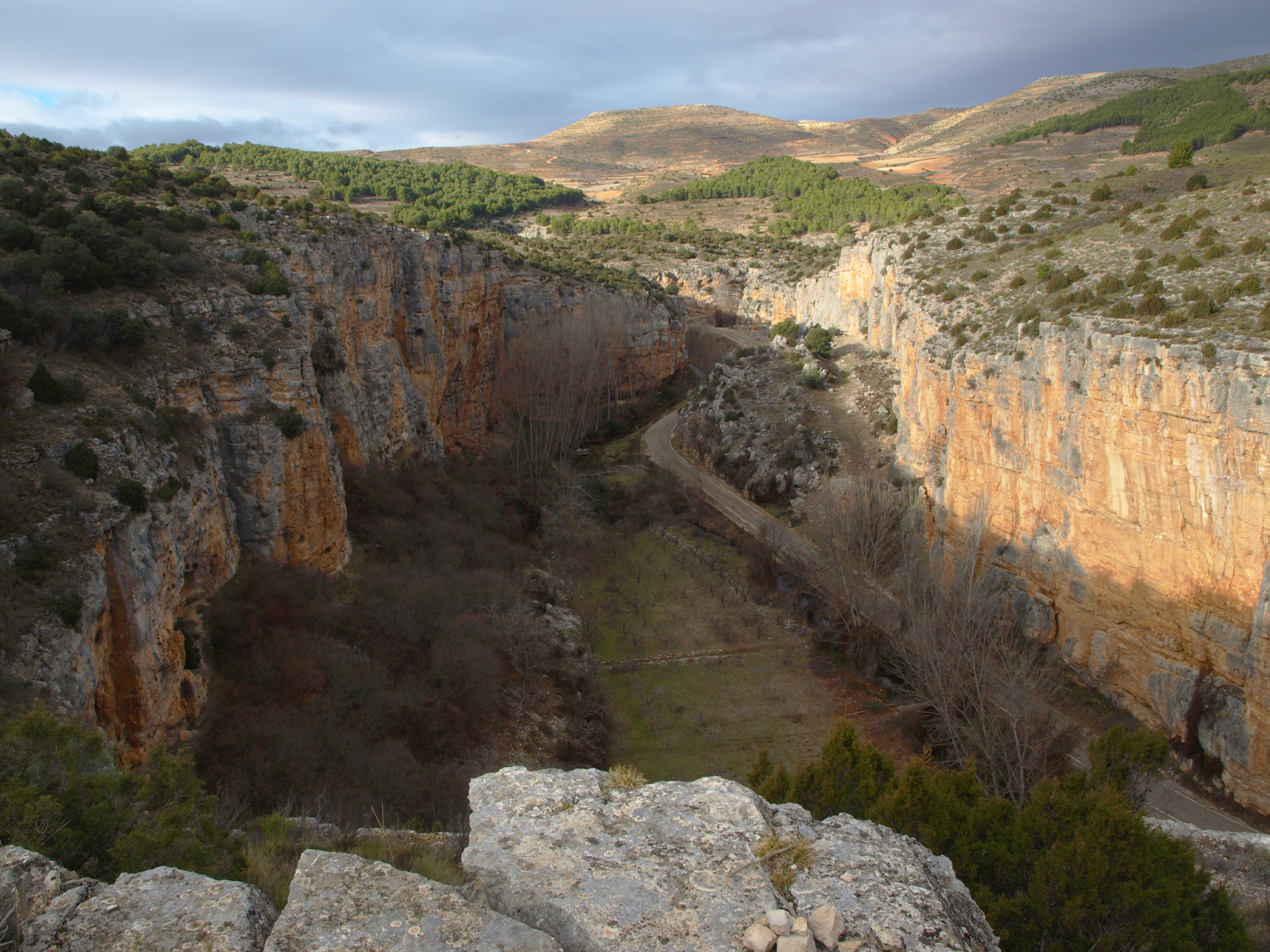
Gorges de la rivière
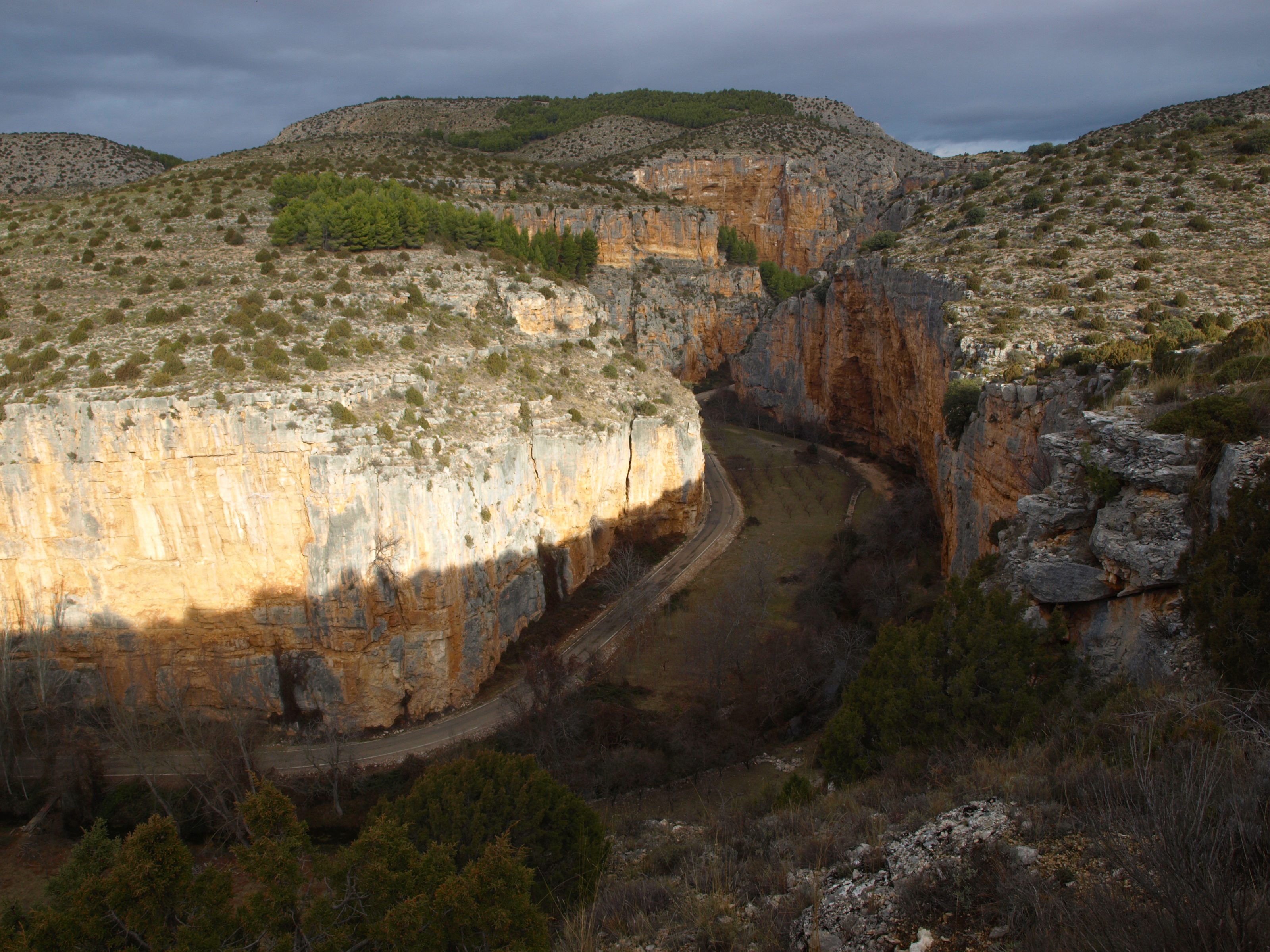
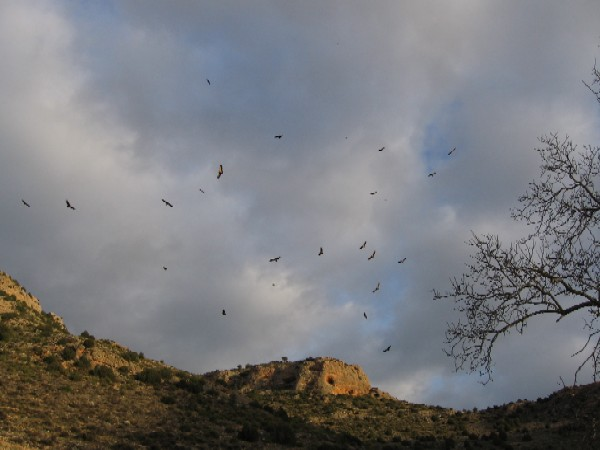
Vautours de la vallée
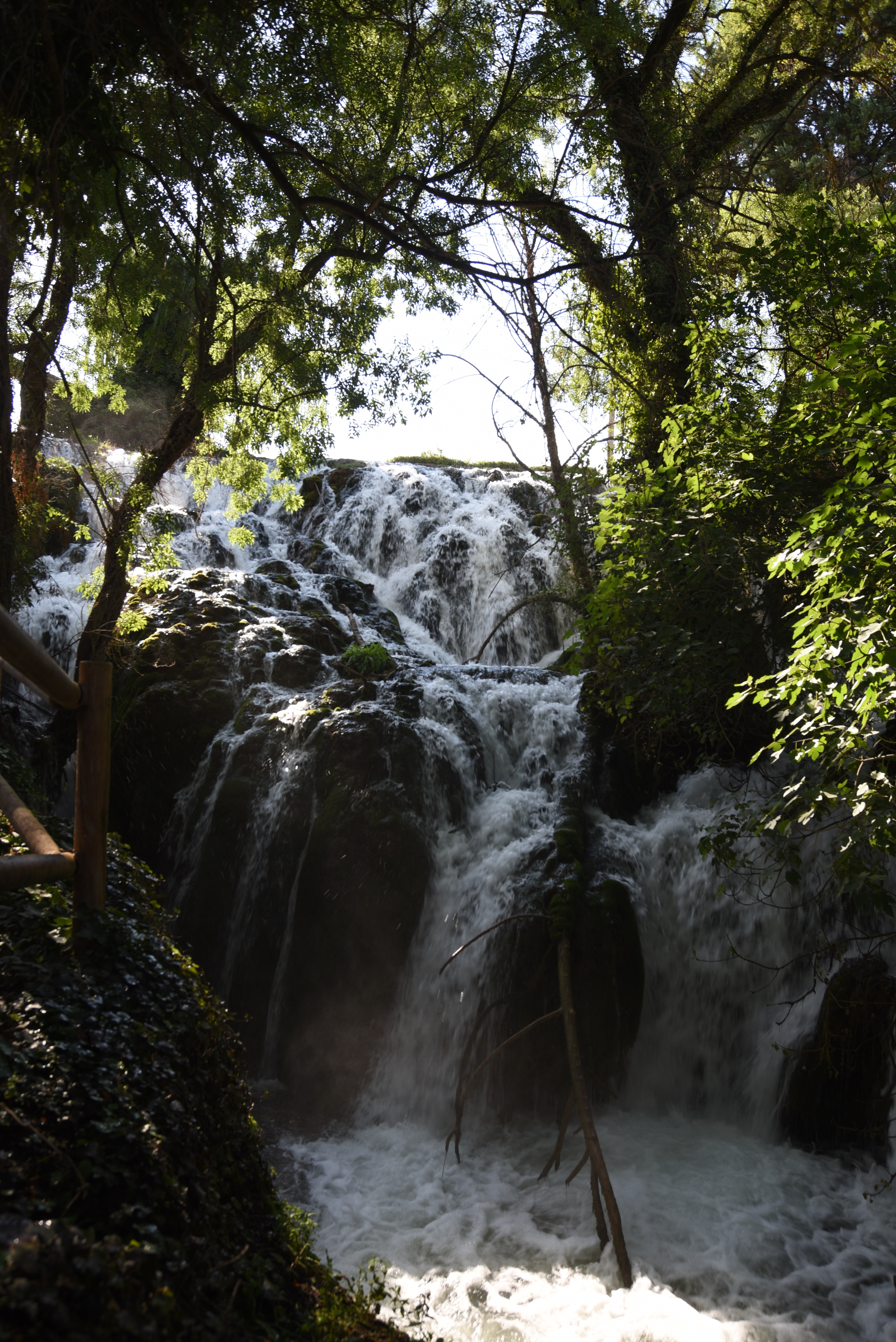
Cascade à Ibdes